# Igino Domanin
Igino Domanin (Chieti, 28 settembre 1967) è uno scrittore italiano.

## Biografia
Laureatosi in Filosofia, ha conseguito il dottorato di ricerca presso l'Università degli Studi di Milano e si è specializzato in Francia dove ha ottenuto il DEA in Sciences Sociales presso l'Università di Paris VIII. Le sue prime pubblicazioni riguardano temi di filosofia teoretica contemporanea e di antropologia filosofica. Nel 2000 pubblica il volume Testo e ripetizione (LED edizioni) dove si accosta al tema della scrittura e della sua funzione nel discorso teorico. Contemporaneamente avvia un'attività giornalistica, partecipa alle prime web community italiane, in particolare lavora a Clarence, la più importante realtà creativa della new economy milanese. Nasce così la pubblicazione presso Mondadori de Il web sia con voi, la prima indagine sul rapporto tra la vita religiosa e la Rete. Contemporaneamente prosegue la sua attività filosofica come ricercatore assegnista sempre alla Statale di Milano.
Nel 2002 iniziano le sue pubblicazioni come scrittore con Pequod Edizioni. Scrive un libro di racconti, Forget domani, a quattro mani con Giuseppe Genna, cui segue nel 2005 il fortunato e ristampato volume Gli ultimi giorni di Lucio Battisti, una serie di racconti che ritraggono dal vivo l'ascesa e la caduta della new economy a Milano.
Da allora in avanti si succedono una serie di libri in cui si alternano romanzi e saggi. Nel 2008 esce presso Bompiani Apologia della barbarie, un libro sui mutamenti della condizione umana nel contesto delle trasformazioni sociali e tecnologiche dell'inizio millennio. Nel 2014 il discorso verrà approfondito in un ideale seguito ed evoluzione, sempre presso Bompiani, col libro Grand hotel Abisso, dove la forma-saggio tende ad ibridarsi con scene via via più narrative ed evocative.
Nel 2008 esce il suo primo romanzo Spiaggia libera Marcello (Rizzoli), dove il disagio esistenziale e lo smarrimento umano sono al centro di una vicenda dai tratti oscuramente distopici.
Nel 2013 appare presso Il Saggiatore La legge di questa atmosfera, un suggestivo affresco della Milano trasformata dalle archistar, un quadro immerso però in una luce straniante e ambiguamente futuribile, dove emergono con nettezza anche i segnali di crisi e di disagio profondo della nostra epoca.
Dal 2017 è docente nel master di Arti del racconto presso l'università IULM.
Nel 2019 viene insignito con l'Ambrogino d'oro, riconoscimento di benemerenza civica conferito dal comune di Milano.
Nel 2024 pubblica per Marsilio il non fiction novel Un eroe comune. Un testo che racconta, in modo  articolato e sovrapposto, la vicenda del magistrato Emilio Alessandrini, zio di Igino Domanin, e l'infanzia dell'autore. Il libro ricostruisce, cioè, le vicende storiche del terrorismo italiano, in particolare di Prima Linea attraverso una tensione non conciliata tra memoria collettiva e ricordo personale. Il romanzo diventa, perciò, una sorta d'intelligenza narrativa costretta a muoversi nella complessità, infinita e sterminata, dei documenti in cui si è depositata la memoria del tempo.
Attualmente è impegnato come consigliere di amministrazione del Museo Poldi Pezzoli di Milano; insegna nella scuola secondaria superiore in qualità di docente di ruolo.

## Opere

### Romanzi
- Spiaggia libera Marcello, Segrate, Rizzoli, 2008, ISBN 978-88-17-01650-6.
- La legge di questa atmosfera, Milano, Il Saggiatore, 2013, ISBN 978-88-42-81884-7.
- Un eroe comune, Venezia, Marsilio, 2024, ISBN 978-88-29-78997-9

### Racconti
- Forget domani. Racconti dell'Italian Lounge, con Giuseppe Genna, Ancona, PeQuod, 2002, ISBN 88-87418-42-X.
- Gli ultimi giorni di Lucio Battisti, Ancona, PeQuod, 2005, ISBN 978-88-87-41880-4. Nuova edizione, Collana Reloaded, Milano, Laurana Editore, 2019, ISBN 978-88-31-98422-5.

### Saggi
- Testo e ripetizione, Milano, LED Edizioni Universitarie, 2000, ISBN 88-7916-141-5.
- Il web sia con voi, Milano, Mondadori, 2001, ISBN 978-88-04-48716-6.
- Filosofia dell'ipertesto. Esperienza di pensiero, scrittura elettronica, sperimentazione didattica, con Paolo D'Alessandro, Collana Cultura digitale, Milano, Apogeo, 2005, ISBN 978-88-50-32329-6.
- Apologia della barbarie. Considerazioni ostili sulla condizione umana in tempo di guerra, Milano, Bompiani, 2008, ISBN 978-88-45-25859-6.
- Grand hotel Abisso, Milano, Bompiani, 2014, ISBN 978-88-45-27690-3.

### Antologie
- Festa del perdono. Cronache dai decenni inutili, Milano, Bompiani, 2014, ISBN 978-88-452-7697-2.